# وليم ستيرنز ديفيس
وليم ستيرنز ديفيس (بالإنجليزية: William Stearns Davis)‏ (30 أبريل 1877، أميرست في الولايات المتحدة - 15 فبراير 1930)؛ مؤرخ وروائي أمريكي. درس في جامعة هارفارد.